# Kálnoky Sámuel
Köröspataki gróf Kálnoky Sámuel (1640. – Bécs, 1706. október 6.) főkapitány, főkirálybíró, Erdély alkancellárja és kincstartója.

## Élete
Édesapja Kálnoky István, édesanyja pedig Béldy Anna. Háromszék helyettes főkapitánya volt, amikor 1686-ban Thököly Imre török seregét kiűzte Hunyad várából. Később Kálnokyt választották meg Háromszék főkirálybírójának. Amikor Thököly elfoglalta Erdélyt 1690-ben, Kálnokyt elfogatta és magával vitte Havasalföldre. Csak 5 év múlva sikerült kiszabadulnia, ekkor az erdélyi rendek alkancellárrá választották. Ettől kezdve Bécsben lakott és Lipót császár kedvelt tanácsosa volt. I. Lipót 1693. április 29-én a bécsi udvarban kancellária létrehozását rendelte el.  - „állandóan kancellár, vagy alkancellár üljön, meghatározott napokon az ügyeket eléje terjessze, döntését meghallja és azt továbbítsa” Az 1694. február 25. és április 6. között tartott erdélyi országgyűlésen köröspataki Kálnoky Sámuelt választották meg az Erdélyi Udvari Kancellária vezetőjének. Meghagyta az országgyűlés azt is, hogy Kálnoky munkáját két referendarius és egy titkár segítse. Később a rendek előírták, hogy Kálnoky mellé kerüljön mind a négy bevett felekezetből egy-egy személy, így a kancellária dolgozói a következők lettek:  Szentkereszti András (református) és Henter Benedek (katolikus) referendárius, Pálfi Ferenc (unitárius) és Czakó György (evangélikus) titkárok, íródeákok: Bíró Mózes, Balcu Mihály, Kozma Kelemen.  1697 április 2-án Kálnoky Sámuel grófi címet kapott a császártól, majd 1703-ban kinevezték Erdély kincstartójává.

## Családja
1667-ben szárhegyi gróf Lázár Erzsébetet feleségül vette, majd hét gyermekük született:
- Borbála (1681–1743); férje: altorjai báró Apor Péter (1676–1752)
- Ádám (1683–1719) háromszéki főkapitány; felesége: Maria Anna Mamucca della Torre
- Anna; férje: magyarpéterdi Lugossy Ferenc
- Zsófia; férje: boldogfalvi Boldogfalvy János
- Hedvig
- Ágnes; férje gróf Ferrati Bertalan
- Zsuzsanna, apáca